# Ira Newborn
James Ira Newborn (* 26. Dezember 1949 in New York City) ist ein US-amerikanischer Filmkomponist.

## Leben und Schaffen
Eines seiner bekanntesten Werke ist die Filmmusik zu den Nackte-Kanone-Filmen. Schon die Musik zur Fernsehserie Die nackte Pistole, dem Vorläufer der Filme, hatte er komponiert. Seine Karriere begann er mit der Musik zu dem Film Jede Nacht zählt. Zuvor hatte er bei Blues Brothers als music supervisor mitgewirkt.
1992 und 1995 wurde er für seine Arbeit mit dem ASCAP Award ausgezeichnet.
Seit dem Jahr 2000 hat sich Newborn weitestgehend aus dem Filmgeschäft zurückgezogen und unterrichtet film scoring an der New York University.

## Filmografie (Auswahl)
- 1980: Blues Brothers (The Blues Brothers)
- 1981: Jede Nacht zählt (All Night Long)
- 1984: Das darf man nur als Erwachsener (Sixteen Candles)
- 1985: Kopfüber in die Nacht (Into the Night)
- 1985: L.I.S.A. – Der helle Wahnsinn (Weird Science)
- 1986: Ferris macht blau (Ferris Bueller’s Day Off)
- 1986: Wise Guys – Zwei Superpflaumen in der Unterwelt (Wise Guys)
- 1987: Amazonen auf dem Mond oder Warum die Amis den Kanal voll haben (Amazon Women on the Moon)
- 1987: Schlappe Bullen beißen nicht (Dragnet)
- 1987: Ein Ticket für Zwei (Planes, Trains & Automobiles)
- 1988: Caddyshack II
- 1988: Die nackte Kanone (The Naked Gun: From the Files of Police Squad!)
- 1989: Detroit City – Ein irrer Job (Collision Course)
- 1989: Allein mit Onkel Buck (Uncle Buck)
- 1990: My Blue Heaven
- 1991: Die nackte Kanone 2½ (The Naked Gun 2½: The Smell of Fear)
- 1992: Bloody Marie – Eine Frau mit Biß (Innocent Blood A French Vampire in America)
- 1994: Ace Ventura – Ein tierischer Detektiv (Ace Ventura: Pet Detective)
- 1994: Die nackte Kanone 33⅓ (Naked Gun 33⅓: The Final Insult)
- 1995: Mallrats
- 1996: High School High
- 1998: Die Sportskanonen (BASEketball)